# Біляковка (Далматовський район)
Біляко́вка (рос. Беляковка) — присілок у складі Далматовського району Курганської області, Росія. Входить до складу Параткульської сільської ради.
Населення — 187 осіб (2010, 234 у 2002).
Національний склад станом на 2002 рік: росіяни — 100 %.